# Nella Anfuso
Nella Anfuso (Alia, Palerm a Sicília, 1942), és una soprano i musicòleg italiana.
Nella Anfuso s'oposa a les interpretacions actuals del Barroc i roman fidel al que denomina la bona vocalità que, per a ella, és l'única que permet els adornaments vocals de les peces de Caccini, Monteverdi, Vivaldi, Porpora o Scarlatti.
Presideix la "Fondazione Centro Studi Rinascimento Musicale", amb seu a la Villa Medicea "La Ferdinanda" d'Artimino, prop de Carmignano, província de Prato (Bernardo Buontalenti, segle XVII). És responsable del Festival dels Mèdici i del Museu "Annibale Gianuario" a la seu de la Fundació.

## Biografia
Va estudiar al conservatori de música "Luigi Cherubini" de Florència. També es va llicenciar en Literatura, especialitzada en Història Moderna amb Giorgio Spini. Es va graduar a l'Arxiu Estatal de Florència en Paleografia, Diplomàtica i Arxius, col·laborant durant uns anys amb el Consell Nacional d'Investigacions. Va perfeccionar el seu art vocal amb Guglielmina Rosati Ricci de l'escola romana de Cotogni i Fontemaggi. Del 1980 al 1984 va publicar per a la discogràfica Arion quatre discos de monodies italianes sobre textos de Francesco Petrarca (Sur les traces de Pétrarque), música sacra i profana de Monteverdi, motets i cantates de Vivaldi i madrigals de Caccini i Peri. També a mitjans dels vuitanta va publicar un CD per a Audivis que conté les àries preferides de Carlo Broschi, conegudes com il Farinello (o Farinelli). Va dedicar la seva investigació musicològica més llarga a Claudio Monteverdi. La primera edició en disc complet del Lament d'Ariadna (fragment famós de l'òpera L'Arianna de Monteverdi) va ser premiada l'any 1985 al Quai d'Orsay de París amb el Gran Premi "Discobole pour l'Europe".

## Discografia
Des de 1980, la discografia completa d'Anfuso inclou tant vinil com disc compacte: els primers van ser publicats per Arion, CBS i Fonit Cetra; aquests últims, en CD, són deguts als segells Auvidis i Stilnovo.

### Arion
- Sur les traces de Pétrarque et la virtuosité dans la musique spirituelle des XVIe et XVII siècles
- Claudio Monteverdi - Monodia sacra e profana
- Antonio Vivaldi - Cantate e mottetti
- Camerata Fiorentina - Jacopo Peri e Giulio Caccini

### CBS
- Claudio Monteverdi - Il Vespro della Beata Vergine

### Fonit Cetra
- Domenico Scarlatti - Cantate inedite

### Audivis
- Monteverdi-Strozzi-Luzzaschi - Madrigali
- Francesco Cavalli - Didone
- Monteverdi-Francesca Caccini-Giacomo Carissimi - Musica Sacra
- Nicolò Porpora - Cantate
- Carlo Broschi Farinello - Le Arie preferite

### Stilnovo
- CD SN 8801 - La Cantata Romana ossia il vero Barocco
- CD SN 8802 - Il Canto alla Corte di Isabella D'Este (1474-1539)
- CD SN 8803 - Canzoni Veneziane (Anonimi del XVIII secolo)
- CD SN 8804 - Jacopo Peri - Madrigali (1609) Opera Omnia I
- CD SN 8805 - Antonio Vivaldi - Mottetti à Canto solo con Istromenti
- CD SN 8806 - Il Canto Figurato da Mozart a Bellini
- CD SN 8807 - Antonio Vivaldi - Cantate (Opera Omnia) I
- CD SN 8808 - Antonio Vivaldi - Cantate (Opera Omnia) II
- CD SN 8809 - Monodia Toscana (XVI - XVII sec.)
- CD SN 8810 - Nicolò Porpora Cantate (1735) I
- CD SN 8811 - Francesco Cavalli - Didone - Pagine scelte (Ms. XVII sec.)
- CD SN 8812 - Firenze Medicea - Quant'è bella giovinezza
- CD SN 8813 - Claudio Monteverdi - Parla Cantando I
- CD SN 8814 - Claudio Monteverdi - Parlar Cantando II
- CD SN 8815 - Autori Vari - Mottetti del Primo Seicento
- CD SN 8816 - Francesca Caccini - Florilegio. Musiche, Libro I, Firenze 1618
- CD SN 8817 - Giulio Caccini - Madrigali scelti
- CD SN 8818 - Jacopo Peri - Arie e Lamenti I
- CD SN 8819 - Jacopo Peri - Arie e Lamenti II
- CD SN 8820 - Claudio Monteverdi - Scherzi e Arie
- CD SN 8821 - Girolamo Frescobaldi - Arie Musicali I
- CD SN 8822 - Girolamo Frescobaldi - Arie Musicali II
- CD SN 8823 - Claudio Monteverdi - Mottetti
- CD SN 8824 - Domenico Scarlatti - Cantate
- CD SN 8825 - Claudio Monteverdi - Musica Sacra
- CD SN 8826 - Autori Vari - Primavera - Madrigali, Arie, Lamenti (XVI - XVII sec.)
- CD SN 8827 - Nicolò Porpora - Cantate (1735) II
- CD SN 8828 - Sigismondo d'India - Madrigali
- CD SN 8829 - Claudio Monteverdi - Madrigali scelti
- CD SN 8830 - Autori Vari - Farinello's favourite songs
- CD SN 8831 - Antonio Vivaldi - Cantate e Mottetti

## Filmografia
Lyra Barberina
- LYB 9901 - Canzoni nell'aere di Venezia (Anonimi del XVIII secolo)
- LYB 9902 - Toscana Medicea - Musiche in Villa
- LYB 9903 - Claudio Monteverdi - automatització|Poesia
- LYB 9904 - I Caccini nella Florència Medicea
- LYB 9905 - Arquà Petrarca - Voi ch'ascoltate in rime sparse il suono
- LYB 9906 - Il canto al tempo di Leonardo da Vinci (Vinci i Amboise)
- LYB 9907 - L'età d'oro del Canto - col·loqui con Carlo Maria Cella
- LYB 9908 - La edad de oro del Canto y nuestra epoca - Entrevista pel Prof. Roger Alier
- LYB 9909 - Il canto ritrovato - col·loqui con Renzo Cresti'